# Ana de Riazán
La Gran Princesa Anna Vasilievna de Riazán (en ruso: Анна Васильевна) (1451-1501) fue una noble rusa, Regente del Principado de Riazán en 1483 y en 1500-1501, durante la minoría de edad de su hijo y nieto. Era la única hija del Gran Príncipe Basilio II de Moscú y madre y abuela de los últimos Grandes Príncipes del Principado de Riazán. Ana nació en Moscú y pertenecía a la familia de Basilio II, que había sido cegado cinco años antes de su nacimiento durante una época convulsa, y Maria Yaroslavna de Borovsk.

## Vida
Antes de su muerte en 1456, el Gran Príncipe Ivan Fyodorovich de Riazán confió a su amigo Basilio de Moscú el gobierno temporal del principado y el cuidado de sus hijos Vasily y Teodosia hasta su madurez. Pero poco después de la muerte de Iván, Basilio trasladó a los huérfanos a Moscú y nombró a un vaivoda para Riazán. Esta decisión inició un proceso de adhesión del Principado de Riazán al Gran Ducado de Moscú. El heredero de Basilio II Iván III de Rusia continuó la política de su padre hacia Riazán y Ana creció junto con el príncipe de Riazán.
Cuando Ana creció su madre ha decidido casar a Ana y Bielski. Pidió a su hijo Iván III que demorara la anexión de Riazán porque no era adecuado para una Gran Princesa casarse Bielski, con un noble de ascendencia principesca. Iván III accedió y permitió en el verano de 1464 que el príncipe Vasily regresara a su sede familiar. Regresó ese mismo invierno a Moscú para casarse con Ana, tras lo que la pareja regresó a Riazán.
En 1467 Ana dio a luz un hijo Ivan y hasta la muerte de su marido en 1483 no participó en el gobierno del principado, ni protestó cuando su hermano se anexionó en dos ocasiones los territorios de Riazán.

### Regencia
En 1483 Ana se convirtió en Regente de su hijo de dieciséis años. Ana trató de expandir su dominio, visitó a menudo Moscú y consiguió, gracias a sus esfuerzos diplomáticos, que Pronsk fuera incorporado a Riazán. Un problema importante en las relaciones Riazán-Moscú fue el llamado ryazan ukraina, una enorme zona esteparia en la cuenca del río Don. Según los tratados, Riazán estaba obligado a no establecerse en estas tierras, pero durante muchos años los príncipes de Riazán habían colonizado secretamente esta área y durante la regencia de Ana este proceso se volvió aún más significativo. Numerosos inmigrantes recibieron privilegios considerables, consiguiendo exenciones fiscales durante 3-7 años a cambio de establecerse definitivamente en la estepa.
El hijo de Ana murió en 1500 y hasta su muerte en 1501 fue la regente de su nieto Iván V de Riazán. Después del final del reinado de Ana, el principado de Riazán finalmente perdió su independencia. Además de Iván, Ana tuvo otros dos hijos, Fiódor y  Ana que se casó con el príncipe Lituano Feodor Ivanovich Bielski.